# Ordine del valore del Brunei
Il Molto fedele ordine del valore del Brunei è un ordine cavalleresco del Brunei.

## Storia
L'ordine è stato fondato il 28 novembre 1959 per premiare gli atti cospicui di galanteria, valore e sacrificio di sé.

## Classi
L'ordine dispone delle seguenti classi di benemerenza che danno diritto a dei post nominali qui indicati tra parentesi:
- Membro di I classe (PANB)
- Membro di II classe (PNB)

| Nastri              |                    |
| Membro di II classe | Membro di I classe |

## Insegne
- Il nastro cambia a seconda della classe.